# José Luis Muñoz Muñoz
José Luis Muñoz Muñoz (Rancagua, Región de O'Higgins, Chile, 24 de julio de 1987) es un exfutbolista chileno que jugaba de delantero.

## Trayectoria
Llegó a las divisiones inferiores de O'Higgins de Rancagua a los once años y a los 17, pudo debutar en el primer equipo frente a Deportes Concepción, cuando el entrenador Sergio Nichiporuk decidió su ingreso en un partido frente a Deportes Concepción, jugando nueve minutos. Sin embargo, en el futuro no tuvo oportunidades de jugar en el primer equipo, lo que lo llevaría a dejar a los celestes. En 2006 debutaría jugando por Malleco Unido de la Tercera División de Chile y después estaría en otros dos clubes de la misma categoría, Colchagua y Magallanes, siendo una de las figuras del torneo.
En 2009, después de estar a prueba en Santiago Wanderers sin mayor éxito, conseguiría una nueva oportunidad de probarse en Audax Italiano. En un partido amistoso jugado por Audax frente a Everton, Muñoz llamaría la atención del técnico rival, Nelson Acosta, fichando finalmente por el elenco de Viña del Mar. Con los ruleteros sería una alternativa constante del once estelar, destacando en el primer triunfo de un equipo chileno por Copa Libertadores, en el partido de su equipo frente a Lanús. En ese partido convertiría el gol de la victoria, lo que lo llevaría a ser apodado como "El Histórico" por los hinchas viñamarinos.
A finales de 2009, con la finalidad de obtener más regularidad, es enviado a préstamo a Ñublense para disputar el Torneo 2010, donde tendría un correcto rendimiento pese a hacer noticia por golpear a un reportero gráfico durante un partido frente a San Luis. La siguiente temporada regresaría a Everton, que se encontraba en ese entonces jugando en la Primera B.
Durante su paso por la Primera B sería uno de los jugadores destacados en la obtención del título del Clausura 2011. El año siguiente logró ser el sub-goleador del Apertura 2012 y ser la figura en la liguilla de promoción frente a Universidad de Concepción, lo que significaría el retorno de su equipo a la Primera División.
Luego de vivir un nuevo descenso con Everton en el Transición 2013, tendría problemas con su entrenador, partiendo a préstamo a Universidad Católica. Con los cruzados viviría algunos de sus mejores momentos, lo que hizo que el elenco de la franja comprara el 50% de su pase por US$450.000 por tres temporadas, dejando de lado una oferta de la Universidad de Chile.
Con Universidad Católica tendría dos temporadas a un nivel aceptable, pero sin lograr consagrarse como pieza importante del equipo. Para el Apertura 2015 perdería terreno en las oncenas, por lo que el siguiente año fue enviado a préstamo a Everton, club donde solo permanecería por tres meses debido a conflictos y motivos personales, regresando así a su club de origen. Su nueva etapa en Universidad Católica solo contempló partidos de pretemporada, pues antes del inicio del torneo fue enviado a préstamo a  Santiago Wanderers para jugar el Clausura 2017.

## Estadísticas
| Club |               | Temporada     | Liga  | Liga  | Copas(1) | Copas(1) | Torneos internacionales(2) | Torneos internacionales(2) | Total(3) | Total(3) |
| Club | Part.         | Temporada     | Goles | Part. | Goles    | Part.    | Goles                      | Part.                      | Goles    |          |
| --- | ------------- | ------------- | ----- | ----- | -------- | -------- | -------------------------- | -------------------------- | -------- | -------- |
| Colchagua · Chile | 3ª            | 2007          | 32    | 17    | —        | —        | —                          | —                          | 32       | 17       |
| Colchagua · Chile | Total club    | Total club    | 32    | 17    | 0        | 0        | 0                          | 0                          | 32       | 17       |
| Magallanes · Chile | 3ª            | 2008          | 26    | 10    | 2        | 0        | —                          | —                          | 28       | 10       |
| Magallanes · Chile | Total club    | Total club    | 26    | 10    | 2        | 0        | 0                          | 0                          | 28       | 10       |
| Everton · Chile | 1ª            | 2009          | 15    | 1     | 1        | 0        | 3                          | 1                          | 19       | 2        |
| Ñublense · Chile | 1ª            | 2010          | 22    | 6     | 2        | 0        | —                          | —                          | 24       | 6        |
| Ñublense · Chile | Total club    | Total club    | 22    | 6     | 2        | 0        | 0                          | 0                          | 24       | 6        |
| Everton · Chile | 2ª            | 2011          | 21    | 5     | 4        | 2        | —                          | —                          | 25       | 7        |
| Everton · Chile | 2ª            | 2012          | 37    | 18    | 2        | 2        | —                          | —                          | 39       | 20       |
| Everton · Chile | 1ª            | 2013          | 16    | 5     | —        | —        | —                          | —                          | 16       | 5        |
| Universidad Católica · Chile | 1ª            | 2013-14       | 35    | 8     | 10       | 6        | 3                          | 0                          | 48       | 14       |
| Universidad Católica · Chile | 1ª            | 2014-15       | 31    | 9     | 2        | 0        | 2                          | 0                          | 35       | 9        |
| Universidad Católica · Chile | 1ª            | 2015-16       | 4     | 0     | 2        | 0        | 1                          | 0                          | 7        | 0        |
| Everton · Chile | 2ª            | 2015-16       | 14    | 2     | —        | —        | —                          | —                          | 14       | 2        |
| Everton · Chile | Total club    | Total club    | 103   | 31    | 7        | 4        | 3                          | 1                          | 113      | 36       |
| Universidad Católica · Chile | 1ª            | 2016-17       | 3     | 0     | —        | —        | —                          | —                          | 3        | 0        |
| Santiago Wanderers · Chile | 1ª            | 2016-17       | 10    | 1     | —        | —        | —                          | —                          | 10       | 1        |
| Santiago Wanderers · Chile | Total club    | Total club    | 10    | 1     | 0        | 0        | 0                          | 0                          | 10       | 1        |
| Universidad Católica · Chile | 1ª            | 2017          | 9     | 1     | 1        | 0        | 0                          | 0                          | 10       | 1        |
| Universidad Católica · Chile | Total club    | Total club    | 82    | 18    | 15       | 6        | 6                          | 0                          | 103      | 24       |
| Palestino · Chile | 1ª            | 2018          | 28    | 2     | 7        | 4        | —                          | —                          | 35       | 6        |
| Palestino · Chile | Total club    | Total club    | 28    | 2     | 7        | 4        | 0                          | 0                          | 35       | 6        |
| O'Higgins · Chile | 1ª            | 2019          | 21    | 5     | 3        | 3        | —                          | —                          | 24       | 8        |
| O'Higgins · Chile | 1ª            | 2020          | 24    | 0     | —        | —        | —                          | —                          | 24       | 0        |
| O'Higgins · Chile | Total club    | Total club    | 45    | 5     | 3        | 3        | 0                          | 0                          | 48       | 8        |
| Deportes Melipilla · Chile | 1ª            | 2021          | 13    | 0     | 1        | 0        | —                          | —                          | 14       | 0        |
| Deportes Melipilla · Chile | Total club    | Total club    | 13    | 0     | 1        | 0        | 0                          | 0                          | 14       | 0        |
| Fernández Vial · Chile | 2ª            | 2022          | 14    | 1     | 2        | 0        | —                          | —                          | 16       | 1        |
| Fernández Vial · Chile | Total club    | Total club    | 14    | 1     | 2        | 0        | 0                          | 0                          | 16       | 1        |
| Total carrera | Total carrera | Total carrera | 375   | 91    | 39       | 17       | 9                          | 1                          | 423      | 109      |
| (1) Incluye datos de Copa Chile. (2) Incluye datos de Copa Libertadores y Copa Sudamericana. (3) No incluye goles en partidos amistosos. |               |               |       |       |          |          |                            |                            |          |          |

## Palmarés

### Títulos nacionales
| Título             | Equipo               | País  | Año    |
| ------------------ | -------------------- | ----- | ------ |
| Primera B          | Everton              | Chile | 2011-C |
| Primera División   | Universidad Católica | Chile | 2016-A |
| Primera División   | Universidad Católica | Chile | 2016-C |
| Supercopa de Chile | Universidad Católica | Chile | 2016   |
| Copa Chile         | Santiago Wanderers   | Chile | 2017   |
| Copa Chile         | Palestino            | Chile | 2018   |

### Distinciones individuales
| Distinción                        | Año     |
| --------------------------------- | ------- |
| Parte del Equipo Ideal de la ANFP | 2013/14 |